# Disco 3000
Disco 3000 ist ein Jazzalbum von Sun Ra and His Myth Science Arkestra. Die am 23. Januar 1978 im Teatro Ciak in Mailand entstandenen Aufnahmen erschienen 1978 als LP auf Saturn Records. Am 30. August 2017 wurde der Mitschnitt des Konzerts in vollständiger Form unter dem Titel Disco 3000 Complete Milan Concert 1978 auf dem Label Art Yard wiederveröffentlicht.

## Hintergrund
In ihrem Heimatland nie richtig verehrt, begannen Sun Ra und sein Arkestra in den frühen 1970er-Jahren international zu touren und reisten durch Europa und sogar nach Ägypten. Im Winter 1978 reiste der Trompeter Michael Ray (der zuvor als Begleitmusiker für R&B-Vokal-Künstler und Gruppen wie Patti LaBelle, The Delfonics und The Stylistics gearbeitet hatte) nach Rom, um mit Sun Ra, John Gilmore und Luqman Ali zu arbeiten. Sie fuhren dann zu Media Dreams, einem kleinen Studio, um ihr Konzert in Mailand, das zwei Tage später stattfinden sollte, vorzubereiten.
Sun Ras musikalische Aktivität in diesem Winter 1977/78 bestand aus der Aufnahme eines Solokonzerts in Venedig im November 1977 (erschienen auf „Solo Piano Venice 1977“, 2015) und zwei Doppelalben, die im Januar 1978 im Studio für das Horo-Label mitgeschnitten wurden, Other Voices, Other Blues und New Steps. Sein Italien-Aufenthalt führte auch zu weiteren Veröffentlichungen auf Sun Ras eigenem Saturn-Label. In den späten 1970er Jahren erreichte Sun Ras Plattenproduktion einen Höhepunkt; 1977/78 erschienen etwa zwanzig Sun Ra-Alben, plus zwei Videodokumente. Disco 3000 und Media Dreams sind in der Ra-Diskografie von entscheidender Bedeutung, da sie Gelegenheit bieten, Sun Ras Musik in einer Live-Performance von einem Quartett zu hören, anstatt mit seinem kompletten Arkestra, notierte Chris Trent in den Liner Notes der Neuausgabe von 2017.
Zu Sun Ra gesellten sich in Italien der Saxophonist John Gilmore, der Trompeter Michael Ray und der Schlagzeuger Luqman Ali. Letzterer spielte um 1960, noch als Edward Skinner, erstmals Schlagzeug bei Sun Ra. Der Bandleader selbst spielte hier Klavier und elektronische Keyboards, darunter einen Crumar Mainman. Sun Ras Keyboardarbeit erweiterte sich hier, schrieb Chris Trent, um sowohl Basslinien (einige vorprogrammiert) als auch elektronische Perkussion zu liefern.
Sun Ra kaufte seinen Mainman während dieser Tour 1977/78 in Italien. In einem Interview mit Len Lyons für das Magazin Keyboard beschreibt er dessen Klang mit „wie ein Klavier, eine Orgel, ein Clavichord, ein Cello, eine Geige und Blechblasinstrumente“. Das Crumar-Keyboard, das um 1978 in Robert Mugges Sun Ra-Dokumentation „Sound of Joy“ dargestellt wurde, ist wahrscheinlich derselbe Mainman.
Zu den erkennbaren Melodien gehören eine selten gespielte Ra-Komposition („Third Planet“) sowie das Traditional „Sometimes I Feel Like a Motherless Child“, das als „Dance of the CosmoAliens“ getarnt ist.

## Titelliste
- Sun Ra and His Myth Science Arkestra: Disco 3000 (CMIJ 78)[2]

1. Disco 3000
2. Third Planet
3. Friendly Galaxy
4. Dance of the Cosmo-Aliens

- Sun Ra and His Myth Science Arkestra: Disco 3000 Complete Milan Concert 1978 (Art Yard)

1. Disco 3000 26:16
2. Sun of the Cosmos 10:22
3. Echos of the World 5:59
4. Geminiology 7:40
5. Sky Blues 10:39
6. Friendly Galaxy 6:06
7. Third Planet {including Friendly Galaxy} 8:44
8. Dance of the Cosmo Aliens 11:06
9. Spontaneous Simplicity 14:08
10. Images 8:34
11. The Sky is a Sea of Darkness When There is No Sun to Light The Way 13:25
12. We Travel The Spaceways 6:36

Die Kompositionen stammen von Sun Ra.

## Rezeption
Das Sun-Ra-Quartett-Projekt aus Italien von Anfang 1978 habe eine besondere „experimentelle“ Anmutung, schrieb Chris Trent, einzigartig in Sun Ras riesigem und vielfältig aufgenommenem Output. Innovation sei von Sun Ra kaum unerwartet; dieses Projekt stelle jedoch einen Versuch für eine ganz andere Art von Musik dar, eine Kleingruppenmusik. Letztlich blieb es jedoch ein musikalischer Weg, den Sun Ra fortan unerforscht ließ. Doch es habe den Test der vergangenen Zeit gut bestanden.
Sean Westergaard verlieh dem Album in Allmusic drei Sterne und schrieb, dieses Quartett sei ein kurzlebiges Experiment gewesen, das ein breites Spektrum an Material hervorbrachte. Während das „Insider“-Material auf den Horo-Alben veröffentlicht wurde, erschien der Rest auf Saturn, Media Dream, Disco 3000 und The Sound Mirror. Dies sei eine interessante, aber nicht unbedingt grundlegende Aufnahme, deren Ruf wahrscheinlich eher auf ihrem Unbekanntheits-/Seltenheitsstatus beruht als auf der darin enthaltenen Musik.
Nach Ansicht von Chris May, der das Album in All About Jazz rezensierte, zählt Disco 3000 zu den zehn besten afrofuturistischen Alben Sun Ras. Ein unbestrittenes Highlight des Albums sei das Titelstück „Disco 3000“, das mit 26 Minuten die gesamte Seite eins der Original-LP einnahm. Das Stück sei um Sun Ras Ostinatos und subtil verdrehte Tanzrhythmen herum aufgebaut. Luqman, ein relativ neuer Arkestra-Rekrut, dessen Hintergrund Soul- und Funkmusik war, agiere in seiner Komfortzone. Ein weiteres Highlight sei „Dance of the Cosmo Aliens“, eine karikaturartige Ablenkung, die sich schließlich als das bekannte spirituelle „Sometimes I Feel Like a Motherless Child“ entpuppe.
Eines seiner zukunftsweisendsten Konzerte fand im Januar 1978 in Mailand statt, schrieb Andy Beta in Vulture. Ursprünglich als Disco 3000 veröffentlicht, sei es eines der elektronischsten Alben von Ra. Einen Drum-Machine-Rhythmus im Vordergrund, der Techno um ein gutes Jahrzehnt vorweggenommen hätte, drehten sich die Bläser wie Derwische um diesen stetigen Beat, während Sun Ra dem epischen Titeltrack viel Synthesizer-Funkeln und Gesänge hinzufügt, wobei die Band sogar einen Abstecher zu „Space Is the Place“ mache.
Sean Kitching schrieb in The Quietus, der Titeltrack sei eines von Ra’s weitreichendsten Unternehmungen in Richtung Weltraum. Ein früher Drumcomputer pulsiere gegen Ras metallisch klingende Keyboard-Töne. Eine kurze Gesangspassage von „Space is the place“ erhebe sich, bevor er in das chaotische, aber aufregende Zusammenspiel elektronischer Klänge und Tenorsaxophon und Trompete übergehe. Dies sei ein fantastischer Track, der seiner Zeit immer noch voraus klinge. In „Sun of the Cosmos“ lege Ra auf dem Moog-Synthesizer los, bevor er von einer Bö von Bläsern begleitet werde. „Dance of the Cosmo Aliens“ wetteifere mit dem Titeltrack des Albums um schiere erfinderische Brillanz. In den ersten drei Minuten hauptsächlich aus einem subtilen, aber sich anhäufenden elektronischen Puls zusammengesetzt, beginne ein einfaches, aber liebliches Keyboardmotiv zu erscheinen und sich langsam neben einem sehr spärlichen Schlagzeug durchzusetzen. Am Ende des Tracks trete das Motiv voll in den Vordergrund und biete dem aufmerksamen Zuhörer eine starke emotionale Reaktion, „als wäre es der letzte Schwung eines atemberaubenden Zaubertricks“.